# هيو مكمولين
هيو مكمولين (بالإنجليزية: Hugh McMullen)‏ هو لاعب كرة قاعدة أمريكي، ولد في 16 ديسمبر 1901 في لا سيجن في الولايات المتحدة، وتوفي في 23 مايو 1986 في ويتير في الولايات المتحدة.

## وصلات خارجية
- هيو مكمولين على موقعبيزبول رفرنس.كوم (الدوري الرئيسي) (الإنجليزية)
- هيو مكمولين على موقعبيزبول رفرنس.كوم (الدوري الثانوي) (الإنجليزية)